# Spur Posse
Die Spur Posse (deutsch Sporn-Gruppe) war eine Gemeinschaft von männlichen High-School-Schülern in der kalifornischen Stadt Lakewood, die mit Hilfe eines Punkte-Systems ihre sexuellen Eroberungen miteinander verglichen.

## Geschichte
Der Gründer der Gruppe wählte den Namen Spur Posse nach dem von ihnen verehrten Basketballspieler David Robinson, der einen Vertrag mit den San Antonio Spurs unterschrieben hatte.
US-weites Aufsehen erregte die Spur Posse, als am 18. März 1993 das Los Angeles County Sheriff’s Department eine Reihe von Mitgliedern wegen verschiedener Sexualverbrechen verhaftete. Vorgeworfen wurden den Jugendlichen unter anderem Vergewaltigung, sexuelle Nötigung und sexueller Umgang mit einer Minderjährigen. Die Anklagen gegen die Mitglieder der Gruppe wurden bis auf eine Ausnahme alle später fallen gelassen, nachdem die Staatsanwaltschaft zu dem Ergebnis gekommen war, dass die involvierten Mädchen zwar alle minderjährig waren, aber in die sexuellen Handlungen eingewilligt hatten. Da in den Vorfall auch ein Mädchen involviert war, das zum Zeitpunkt der Übergriffe zehn Jahre alt war, traf diese Entscheidung in weiten Teilen der Öffentlichkeit auf entschiedene Kritik. Der Vorfall blieb auch deswegen nachhaltig im Bewusstsein der US-amerikanischen Öffentlichkeit, weil Mitglieder der Spur Posse zu verschiedenen TV-Talkshows eingeladen wurden.
Die mit dem National Book Award ausgezeichnete US-amerikanische Schriftstellerin und Journalistin Joan Didion geht in ihrem 2003 veröffentlichten Buch Where I was from („Woher ich kam“) ausführlicher auf den Vorfall ein und stellt diesen in einen Zusammenhang mit dem Wohnort der Jugendlichen. Lakewood war eine zu Beginn der 1950er Jahre geplante und entwickelte Stadt unweit von Long Beach. Die Häuser wurden gezielt an Blue-Collar-Arbeiter und untere Angestellte der von Rüstungsaufträgen abhängigen lokalen Luftfahrtindustrie, der in Long Beach befindlichen Marinebasis und Schiffdocks verkauft. Die Häuser, die 1950 verkauft wurden und damals zwischen 8.000 und 10.000 US-Dollar kosteten, konnten diese Personen sich in der Regel nur leisten, weil sie oder ihre Angehörigen im Zweiten Weltkrieg oder im Korea-Krieg mitgekämpft hatten und daher von der G. I. Bill of Rights profitierten. Didion zitiert einen Kenner der Stadt, der Lakewood als den wahr gewordenen Amerikanischen Traum bezeichnete, der einer Generation von Industriearbeitern eine Form von Besitztum ermöglichte, die Angehörigen ihrer sozialen Schicht eine Generation zuvor nicht möglich gewesen wäre. Die Stadt blieb bis in die 1990er Jahre weitgehend von den sozialen Entwicklungen in den übrigen Regionen im Raum Los Angeles abgeschottet. Dies änderte sich erst, als nach Einschnitten im Verteidigungshaushalt die in der Region angesiedelte Industrie ihre Produktionsstätten in andere Gegenden verlagerte. Didion sieht die Vorfälle daher auch in einem Zusammenhang mit dem sozialen Absturz, der vor allem jungen Männern drohte. Sie schrieb dazu:

“Lakewood exists because at a given time in a different economy it had seemed an efficient idea to provide population density for the mall and a labor pool for the Douglas plant [...] When times were good and there was money to spread around, these were the towns that proved Marx wrong, that managed to increase the proletariat and simultaneously, by calling it middle class, to co-opt it. Such towns were organized around the sedative idealization of team sports, which were believed to develop ‘good citizens’, and therefore tended to the idealization of adolescent males. During the good years [...] the preferred resident was in fact an adolescent or post-adolescent male, ideally one already married and mortgaged, in harness to the plant, a good worker, a steady consumer, a team player, someohne who played ball, a good citizen. When towns like these came on hard times, it was the same adolescent males, only recently the community’s most valued asset, who were most visibly left with nowhere to go.”

„Lakewood existiert, weil es zu einer bestimmten Zeit unter anderen ökonomischen Bedingungen klug erschienen war, die für ein Einkaufszentrum nötige Bevölkerungsdichte und Arbeitskräfte für das Douglas-Werk bereitzustellen. [...] Als die Zeiten gut waren und es ausreichend Geld zu verteilen gab, waren es diese Städte, die Marx widerlegten, weil es ihnen gleichzeitig gelang, das Proletariat zu mehren und sie einzubinden, indem man sie Mittelschicht nannte. Solche Städte waren um die einschläfernde Idealisierung von Teamsportarten herum organisiert, die angeblich ‚gute Bürger‘ produzierten, und neigten daher dazu, heranwachsende junge Männer zu idealisieren. Während der guten Jahre [...] war der junge Mann, der sich entweder noch in seiner Adoleszenz befand oder ihr gerade entwachsen war, der bevorzugte Einwohner. Idealerweise bereits verheiratet und mit Hypotheken belasten, an eine Fabrik gekettet, ein guter Arbeiter und verlässlicher Konsument, ein Teamplayer, ein Ballspieler, ein guter Bürger. Wenn Städte wie diese dagegen von wirtschaftlich harten Zeiten getroffen wurden, waren es dieselben heranwachsenden Männer, eben noch der am höchsten bewertete Aktivposten der Gemeinde, die für alle sichtbar keine Perspektive mehr hatten.“

Kennzeichnend fand Joan Didion, dass ein großer Teil der Einwohner von Lakewood die Vorfälle mit dem Argument Boys will be boys („Jungs bleiben Jungs“) entschuldigte und die Aufregung, die der Vorfall erregte, den Medien und einer Öffentlichkeit anlastete, die eben nicht in Lakewood lebte. Die Tatsache, dass einige Schulen – allerdings nicht die Lakewood High School, auf die die Mitglieder der Spur Posse gingen – in der Vergangenheit Kondome verteilt hatten, wurde als Entschuldigung für die Vorfälle vorgebracht. „Die Schulen, sie geben Kondome aus und solches Zeug, und wenn sie Kondome ausgeben, warum erzählen sie uns dann nicht, dass man dafür verhaftet werden kann?“, erklärte einer der Angehörigen der Spur Posse, als er zu Gast in der US-amerikanischen Talkshow The Home Show war. Der Vater eines der Jugendlichen, der gerade wegen unzüchtigem Umgangs mit einer 10-Jährigen angeklagt worden war, argumentierte in einem TV-Interview ähnlich: „Es ist die Gesellschaft, die haben diese Kliniken, sie haben Abtreibungen, sie müssen es noch nicht einmal deren Eltern erzählen, die Schulen geben sogar Kondome aus – was sagt Ihnen das?“ Zu dem Zeitpunkt, in denen die Mitglieder der Spur Posse in den TV-Talkshows erschienen, hatte ein großer Teil von ihnen bereits seit ein oder zwei Jahre mit der High School abgeschlossen, aber noch keine Arbeit gefunden oder eine weiterführende Ausbildung begonnen. Didion weist auch darauf hin, dass Probleme mit unterbeschäftigten Jugendlichen in Lakewood bereits seit dem Sommer 1992 offensichtlich waren. Es war zu Gewalttätigkeiten in Parks, Einbrüchen, Diebstählen von Fahrrädern gekommen. Dana Belman, der als Gründer der Spur Posse gilt, war bereits wegen Waffendiebstahls verhaftet worden. Dem folgte eine weitere Verhaftung von Dana Belman und Christopher Russo, einem weiteren Mitglied der Bande, wegen Besitzes von gestohlenen Kreditkarten. Kurz vor Weihnachten 1992 wurden beide wegen Scheckbetruges verhaftet.

## Behandlung des Vorfalls in TV und Film
- Eine Episode der US-amerikanischen TV-Serie Law & Order basiert auf dem Vorfall
- Ein Teil der handelnden Personen in dem 1999 veröffentlichten Horrorfilm Carrie 2 – Die Rache basiert auf Personen, die der Spur Posse angehörten.